# Kappali, Nargund
Kappali là một làng thuộc tehsil Nargund, huyện Gadag, bang Karnataka, Ấn Độ.